# Cantón de Neung-sur-Beuvron
El cantón de Neung-sur-Beuvron era una división administrativa francesa, que estaba situada en el departamento de Loir y Cher y la región de Centro-Valle de Loira.

## Composición
El cantón estaba formado por ocho comunas:
- Dhuizon
- La Ferté-Beauharnais
- La Ferté-Saint-Cyr
- La Marolle-en-Sologne
- Montrieux-en-Sologne
- Neung-sur-Beuvron
- Thoury
- Villeny

## Supresión del cantón de Neung-sur-Beuvron
En aplicación del Decreto n.º 2014-213 de 21 de febrero de 2014, el cantón de Neung-sur-Beuvron fue suprimido el 22 de marzo de 2015 y sus 8 comunas pasaron a formar parte del nuevo cantón de Chambord.